# Antarctosaurus
Genre
Antarctosaurus est un genre éteint mal connu de dinosaures sauropodes herbivores, un titanosaure basal ayant vécu en Amérique du Sud (Argentine, Chili, Uruguay) à la fin du Crétacé (Campanien - Maastrichtien), soit il y a environ entre 83,6 et 66,0 millions d'années. 

## Étymologie
Le nom de genre Antarctosaurus est composé des mots grecs ant, « le contraire de », et arktos, « ours » (se référant à la constellation de la Petite Ourse qui indique le nord), et sauros « lézard », pour donner il signifie « lézard du sud » et non « lézard de l'Antarctique », ayant été nommé à la suite de sa découverte dans la province de Río Negro au centre de l'Argentine.

## Description

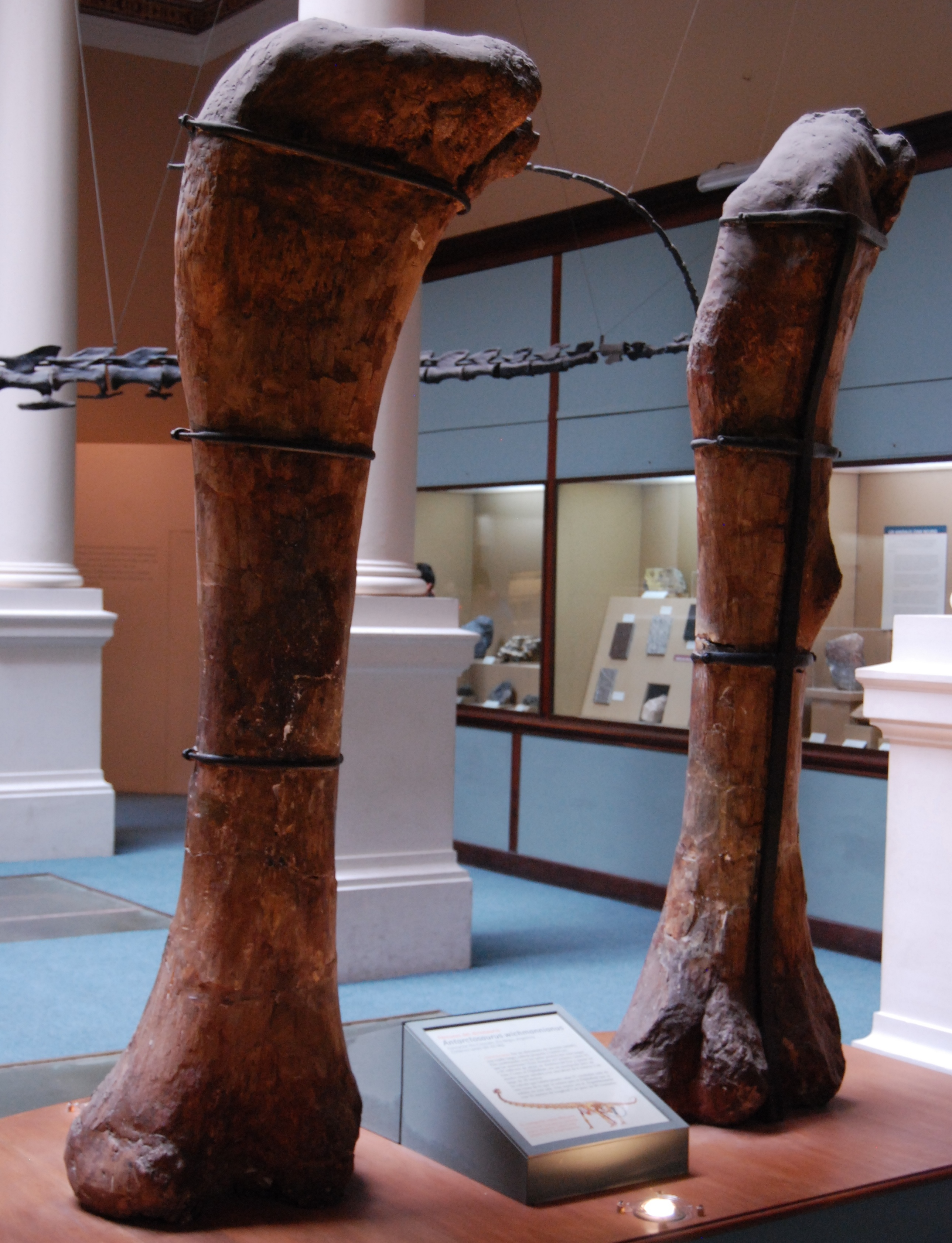
Fémur dAntarctosaurus wichmannianus au musée de la Plata (La Plata, Argentine).

Taille de trois fémurs ayant été attribués à Antarctosaurus par von Huene en 1929.

Vue de dessus des os de la mandibule avec sa forme en forme de « carré » ou de « L ».

Antarctosaurus est un nom de genre problématique car attribué à plusieurs spécimens découverts dans trois pays (Argentine, Chili, Uruguay), à partir de restes fragmentaires. De plus, l'espèce type se compose d’éléments dont l’association est douteuse et qui a provoqué une confusion taxonomique.
Sur les cinq espèces attribuées au genre, trois sont considérées comme douteuses,,,, et une autre, l'ancienne espèce « Antarctosaurus » septentrionalis, a été attribuée à un nouveau genre : Jainosaurus.
Ces restes fossiles appartiennent à des sauropodes, très probablement à des titanosaures, de grands animaux quadrupèdes herbivores, à long cou et longue queue avec une toute petite tête.

## Espèces

### Antarctosaurus wichmannianus
C’est l’espèce type du genre, nommée en 1927 par Friedrich von Huene. Ses restes fossiles ont été découverts par le géologue R. Wichmann, que von Huene a remercié en lui dédiant le nom de l'espèce : wichmannianus. C'est un assemblage d’os, découverts isolément, dont la provenance exacte est mal connue, mais qui est attribuée aujourd'hui à la formation géologique d'Anacleto dans la province de Río Negro en Argentine. 
Les os retrouvés regroupent des fragments de crâne, une mandibule incomplète, une vertèbre cervicale, une vertèbre caudale, des morceaux de côtes et de nombreux os des membres dont un fémur mesurant 1,39 m de long. Aucun de ces fossiles isolés n'a été décrit comme l' holotype et la référence globale MACN 6904 est de fait un regroupement de syntypes.
Un autre fémur (répertorié FMNH P13019), et un tibia, ont été également attribués par von Huene à A. wichmannianus. Le fémur mesure 1,85 m de long. À partir des dimensions de ce fémur, G. V. Mazzetta et ses collègues ont évalué la masse de l'animal à 34 tonnes. L’appartenance de ces fossiles au genre Antarctosaurus est cependant remise en cause, en 2003 par Jaime Eduardo Powell qui l'a provisoirement assigné à cf. Argyrosaurus et, en 2012, par Philip Mannion et Alejandro Otero qui le considèrent comme un titanosaure indéterminé.

### « Antarctosaurus » giganteus
Von Huene nomme la seconde espèce d’Antarctosaurus en 1929, qu’il appelle A. giganteus à cause de l'énorme taille de ses os, dont ses fémurs. Le spécimen type d'A. giganteus, référencé MLP 26-316, est représenté par ses deux fémurs, un pubis partiel, l'extrémité distale (endommagée) d'un tibia, de nombreuses côtes et des fragments de vertèbre caudales.
Les deux fémurs mesurent 2,35 m de long ; ils sont parmi les plus grands de tous les sauropodes connus. Cependant, même si ces fémurs sont exceptionnellement longs, ils restent de facture gracile.
La détermination de la taille et surtout de la masse de cet animal est délicate car les os découverts sont peu nombreux. De nombreuses tentatives ont été réalisées :
- dès 1956, Carlos Rusconi estime sa longueur à 30 m ;
- en 1969, van Valen le considère d'une taille similaire à celle de Giraffatitan brancai (alors appelé Brachiosaurus brancai). En se basant sur une estimation de masse antérieure de  G. brancai  par Edwin Harris Colbert en 1962, van Valen évalue sa masse à environ 80 tonnes[11] ;
- en 1994, Gregory S. Paul estime la masse des deux sauropodes, « A. » giganteus et Argentinosaurus, entre 80 et 100 tonnes, et leurs tailles entre 30 et 35 m[12].
- en 2004, en extrapolant à partir des dimensions du fémur, Gerardo Mazzetta et ses collègues évaluent la masse d'A. giganteus à environ 69 tonnes, légèrement inférieure à celle d'Argentinosaurus (73 tonnes). La masse estimée pour « A. » giganteus ferait de lui l'un des animaux terrestres les plus lourds ayant jamais existé[8] ;
- en 2006, Kenneth Carpenter, en utilisant le titanosaure à cou court Saltasaurus comme référence, révise en baisse à 23 m la longueur de l'animal[13] ;
- en 2016, une équipe conduite par González Riga extrapole, à partir de la circonférence des fémurs, la masse de l'animal à 39,5 tonnes[14] ;
- en 2019, une nouvelle estimation de Gregory S. Paul basée sur de nouvelles reconstitutions de titanosaures aboutit à une valeur de 45 à 55 tonnes[15].

Ceci confirme encore la difficulté d'estimer la taille et surtout la masse des dinosaures à partir de restes fossiles limités. La confusion sur l'origine des os retrouvés et leur caractère très partiel en font un nomen dubium.

### « Antarctosaurus » septentrionalis
En 1933, von Huene et Charles Matley ont décrit une autre espèce en provenance de la formation géologique de Lameta dans l’État du Madhya Pradesh au centre de l'Inde. Cette espèce montre d’importantes informations anatomiques mais n'appartient pas au genre Antarctosaurus. Elle a été renommée sous son propre nom de genre, Jainosaurus, en 1995. 

### « Antarctosaurus » jaxartensis
Un seul fémur découvert au Kazakhstan forme la base de cette espèce, qui a été nommée par le paléontologue Anatoly Riabinin en 1938,. La paléontologue polonaise Teresa Maryańska note en 2000 qu' A. jaxarticus n'a pas été correctement décrite ou diagnostiquée.
« A. » jaxartensis est considérée comme un nomen dubium et n’appartient certainement pas au genre sud-américain Antarctosaurus.

### « Antarctosaurus » brasiliensis
Les restes de ce dinosaure ont été découverts dans l'État de São Paulo au Brésil. Ils comprennent un fémur gauche partiel, un humérus droit partiel et une vertèbre dorsale incomplète. Ils proviennent de la formation d'Adamantina (groupe de Bauru), et ont été décrits par Arid et Vizzotto en 1971. Le fémur a une longueur conservée de 1,15 m et une longueur totale estimée à 1,15 m. L'humérus montre une longueur préservée de 65 cm et une longueur totale estimée à 95 cm. Cette espèce est aussi considérée un nomen dubium.

## Inventaire des fossiles retrouvés
- Antarctosaurus wichmannianus : MACN 6904: crâne incomplet, humérus, ulna, radius, métacarpes incomplets, bassin incomplet, tibia, fibula, os du pied, scapula, os des mains.
- Antarctosaurus giganteus : MLP26-316: deux fémurs, deux pubis incomplets, fragment de tibia, vertèbres, éléments indéterminés.
- Antarctosaurus jaxartensis : un fémur.
- Antarctosaurus brasiliensis : un fémur gauche partiel, un humérus droit partiel et une vertèbre dorsale.

## Classification
Antarctosaurus est généralement considéré comme un titanosaure assez basal. Il n'a été inclus que dans quelques analyses phylogénétiques.
En 2019, Philip Mannion et ses collègues le placent à l'intérieur du clade des Lithostrotia en groupe frère d'un petit clade constitué des genres Vahiny et Jainosaurus. C'est ce que montre leur cladogramme ci -dessous, ainsi que sa proximité avec le clade des Lognkosauria :
- Titanosauria
  - Andesaurus
  - 
    - Ruyangosaurus
    - 
      - 
        - Daxiatitan
        - Xianshanosaurus

      - Lithostrotia
        - Malawisaurus
        - 
          - 
            - Epachthosaurus
            - 
              - 
                - 
                  - Muyelensaurus
                  - Rinconsaurus

                - 
                  - Pitekunsaurus
                  - 
                    - Antarctosaurus
                    - 
                      - Jainosaurus
                      - Vahiny

              - 
                - Normanniasaurus
                - Lognkosauria
                  - Argentinosaurus
                  - Futalognkosaurus
                  - Mendozasaurus
                  - 
                    - Notocolossus
                    - Patagotitan
                    - Puertasaurus

          - 
            - 
              - Nemegtosaurus
              - Tapuiasaurus

            - 
              - 
                - Aeolosaurus
                - Rapetosaurus

              - 
                - Alamosaurus
                - 
                  - Isisaurus
                  - 
                    - Saltasaurus
                    - 
                      - Opisthocoelicaudia
                      - 
                        - Diamantinasaurus
                        - Savannasaurus